# قائمة الأفلام المصرية سنة 1980
هذه قائمة بالأفلام المصرية لسنة 1980 مرتبة أبجديا.

## 1980
- الأخرس
- الأقوياء
- الباطنية
- البنات عايزه ايه
- امرأة بلا قيد
- انتبهوا أيها السادة
- أذكياء لكن أغبياء
- حبيبي دائما
- سأعود بلا دموع
- شعبان تحت الصفر
- ضربة شمس
- عصر الحب
- غاوي مشاكل
- قصر في الهواء
- لست شيطانا ولا ملاكا
- ليلة بكى فيها القمر